# Фирт (Оденвалд)
Фирт (њем. Fürth) општина је у њемачкој савезној држави Хесен. Једно је од 22 општинска средишта округа Бергштрасе. Према процјени из 2010. у општини је живјело 10.731 становника. Посједује регионалну шифру (AGS) 6431007.

## Географски и демографски подаци
Фирт се налази у савезној држави Хесен у округу Бергштрасе. Општина се налази на надморској висини од 230 метара. Површина општине износи 38,4 km². У самом мјесту је, према процјени из 2010. године, живјело 10.731 становника. Просјечна густина становништва износи 279 становника/km².

## Међународна сарадња
| Мјесто  | Држава    | Врста сарадње | Од    |
| ------- | --------- | ------------- | ----- |
|         | Француска | партнерство   | 1969. |
| Бизанси | Француска | партнерство   | 1968. |
| Извор   |           |               |       |